# منطقة عازلة

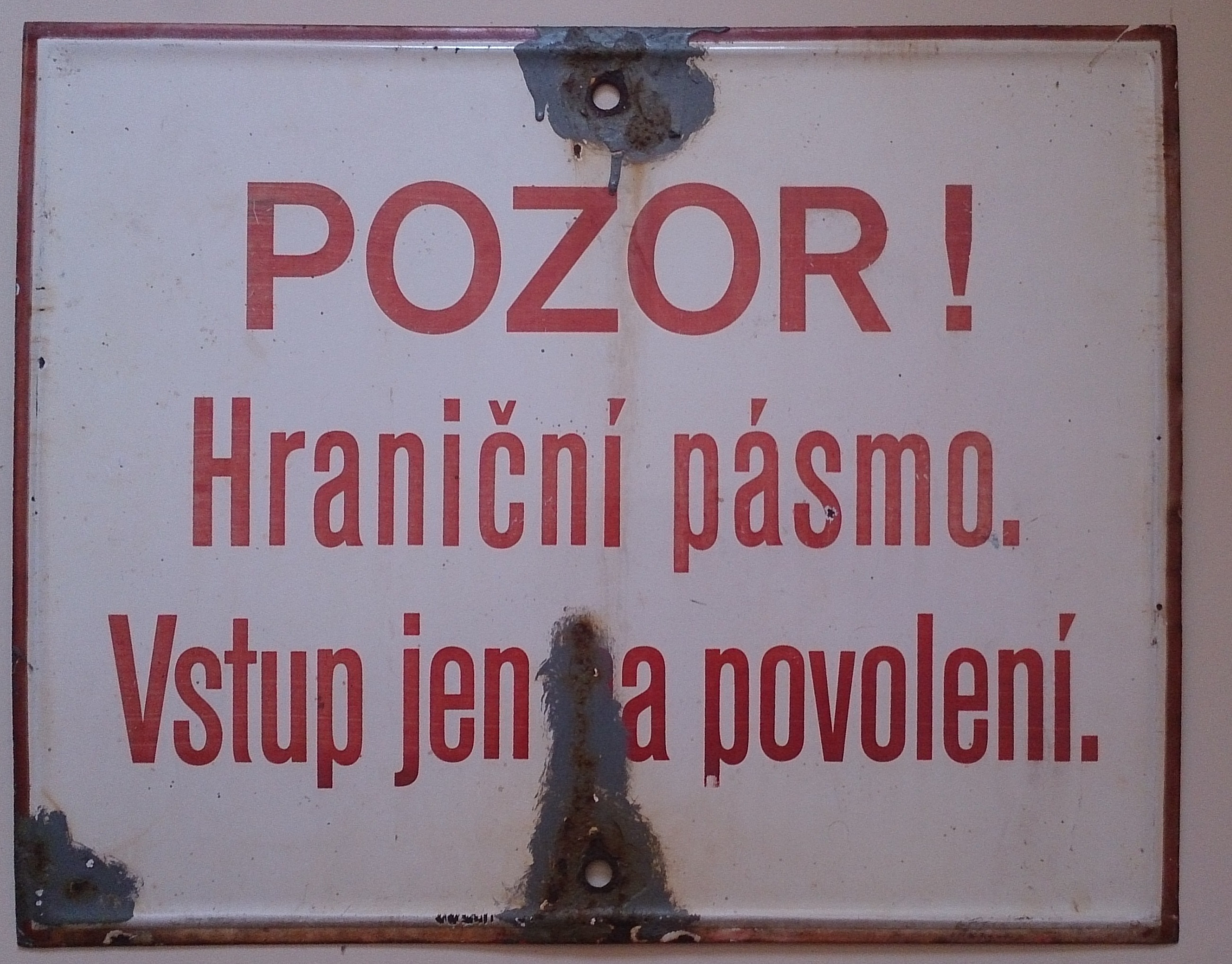

المنطقة العازلة أو منطقة عازلة لحماية المدنيين هي مساحة برية تحددها الامم المتحدة أو أطراف دولية بناء علي معطيات الاحداث تهدف إلى عزل منطقة محددة بهدف إبعادها عن باقي مناطق الصراع داخل دولة أو إقليم معين.

## التعريف
المنطقة العازلة هي مساحة معينة -تكون عادة- من الإقليم الأرضي لدولة ما تحددها الأمم المتحدة أو أطراف دولية بغرض السيطرة عليها عسكريا وفرض الحماية والوصاية الامنية عليها تحت مسمى حماية السلم والامن الدولي ومن ثم تحقيق اهداف عسكرية وسياسية انطلاقا من هذه المنطقة العازلة مثل حماية المدنيين من الصراع.

## حماية السلم والأمن الدولي
قد يندرج قرار إنشاء منطقة عازلة تحت ما يسمى بالفصل السابع، وهو بند في ميثاق الامم المتحدة يعطي أطراف دولية معينة القوة القانونية والعسكرية للتدخل باستعمال القوة المسلحة بهدف حماية السلم والأمن الدولي، ويكون ذلك عن طريق حماية تلك المساحة البرية من الاعتداءات الأرضية والقصف الجوي، أو قد تقوم به قوات عسكرية من دول معنية بالصراع، أو قد تستصدر قرار من الجمعية العامة للامم المتحدة بإنشاء المنطقة العازلة بعد صدور توصية بذلك من مجلس الامن.

## أهداف المنطقة العازلة
عادة ما يكون الهدف المعلن لاقامة المنطقة العازلة هو حماية المدنيين، ولكن قد يكون انشائها هو محاولة لاستخدام القوة العسكرية القانونية لتحقيق أهداف سياسية وأمنية علي الأرض تتوافق مع مصالح القوة الدولية التي تسعي من أجل فرض هذه المنطقة.

## المنطقة العازلة بسوريا
نادى المتظاهرون السوريون وأطراف دولية منها تركيا بضرورة إنشاء منطقة عازلة  لحمايتهم من القصف الجوي لنظام بشار الاسد وكذلك حماية المنشقين من الجيش السوري الحر .
كما طالبت تركيا بإقامة منطقة عازلة بغرض التصدي لزحف قوات تنظيم الدولة الإسلامية نحو منطقة عين العرب المحاذية لحدودها مع سوريا  وذلك بهدف إيقاف زحف التنظيم نحوها و تجنب تدفق المزيد من النازحين السوريين.